# Mai Sơn
Mai Sơn là một huyện nằm ở trung tâm tỉnh Sơn La, Việt Nam.

## Địa lý
Huyện Mai Sơn nằm trong toạ độ từ 20°52'30B đến 21°20'50B; từ 103°41'30Đ đến 104°16Đ và nằm ở trung tâm tỉnh Sơn La có vị trí địa lý:
- Phía bắc giáp huyện Thuận Châu, huyện Mường La và thành phố Sơn La
- Phía đông giáp huyện Bắc Yên và huyện Yên Châu
- Phía tây giáp huyện Sông Mã
- Phía nam giáp Lào với đường biên giới dài 8 km.

Huyện Mai Sơn rộng 1.410,3 km² và có 112,8 nghìn người (dân số khu vực thành thị chiếm 8,4%). Có nhiều dân tộc cộng cư sinh sống, trong đó 6 dân tộc chủ yếu là: Thái chiếm 55,62%, Kinh chiếm 30,53%, H'mông chiếm 7,42%, Xinh Mun chiếm 3,23%, Khơ Mú chiếm 2,49%; Mường chiếm 0,65%.

## Hành chính
Huyện Mai Sơn có 22 đơn vị hành chính cấp xã trực thuộc, bao gồm thị trấn Hát Lót (huyện lỵ) và 21 xã: Chiềng Ban, Chiềng Chăn, Chiềng Chung, Chiềng Dong, Chiềng Kheo, Chiềng Lương, Chiềng Mai, Chiềng Mung, Chiềng Nơi, Chiềng Sung, Chiềng Ve, Cò Nòi, Hát Lót, Mường Bằng, Mường Bon, Mường Chanh, Nà Bó, Nà Ớt, Phiêng Cằm, Phiêng Pằn, Tà Hộc.

## Lịch sử
Sau năm 1945, bỏ cấp phủ, châu, gọi chung là huyện. Huyện Mai Sơn bao gồm 17 xã: Chiềng Ban, Chiềng Chăn, Chiềng Chung, Chiềng Dong, Chiềng Kheo, Chiềng Lương, Chiềng Mai, Chiềng Mung, Chiềng Nơi, Chiềng Ve, Chiềng Xôm, Cò Nòi, Hát Lót, Mường Bo, Mường Chanh, Mường Sai và Phiêng Pằn.
Ngày 15 tháng 11 năm 1968, thành lập thị trấn nông trường Tô Hiệu.
Ngày 13 tháng 4 năm 1977, thành lập thị trấn Hát Lót (thị trấn huyện lỵ huyện Mai Sơn) trên cơ sở một phần diện tích và dân số của xã Hát Lót.
Ngày 25 tháng 7 năm 1978, đổi tên xã Chiềng Xôm thành xã Tà Hộc.
Ngày 13 tháng 3 năm 1979, sáp nhập xã Mường Sai vào huyện Sông Mã; sáp nhập 2 xã Chiềng Sung và xã Mường Bằng của huyện Mường La vào huyện Mai Sơn.
Ngày 26 tháng 2 năm 1980, chuyển xã Chiềng Sung thành thị trấn nông trường Chiềng Sung.
Ngày 16 tháng 5 năm 1998, Chính phủ ban hành Nghị định 31/1998/NĐ-CP, theo đó: 
- Thành lập xã Phiêng Cằm trên cơ sở 13.825,1 ha diện tích tự nhiên và 3.786 nhân khẩu của xã Chiềng Nơi
- Thành lập xã Nà Ớt trên cơ sở 10.650 ha diện tích tự nhiên và 2.534 nhân khẩu của xã Phiêng Pằn.

Ngày 20 tháng 8 năm 1999, Chính phủ ban hành Nghị định 77/1999/NĐ-CP, theo đó: 
- Giải thể thị trấn nông trường Tô Hiệu, sáp nhập vào các xã Hát Lót, Chiềng Mung, Mường Bon, Cò Nòi và thị trấn Hát Lót
- Thành lập lại xã Chiềng Sung trên cơ sở giải thể thị trấn nông trường Chiềng Sung.

Ngày 17 tháng 4 năm 2008, thành lập xã Nà Bó trên cơ sở điều chỉnh 2.812,68 ha diện tích tự nhiên và 3.815 nhân khẩu của xã Hát Lót; 3.569,45 ha diện tích tự nhiên và 2.508 nhân khẩu của xã Tà Hộc.
Huyện Mai Sơn có 1 thị trấn và 21 xã như hiện nay.
Ngày 16 tháng 11 năm 2018, thị trấn Hát Lót được Bộ Xây dựng công nhận là đô thị loại IV.

## Giao thông

### Đường bộ
Mai Sơn có Quốc lộ 6 (AH13), Quốc lộ 6C, Quốc lộ 37 và Quốc lộ 4G đi qua.
Ngoài ra còn có dự án Đường cao tốc Hà Nội – Hòa Bình – Sơn La – Điện Biên đi qua đang được triển khai đầu tư xây dựng.

### Đường hàng không
Cảng hàng không nội địa sân bay Nà Sản trên cao nguyên Nà Sản hay cao nguyên Sơn La (Hiện đang trong giai đoạn trùng tu và nâng cấp).
Mục tiêu quy hoạch đến năm 2020 là sân bay nội địa cấp 4C theo quy định Tổ chức Hàng không dân dụng quốc tế (ICAO)).

### Đường thủy
Cảng thủy nội địa cảng Tà Hộc trên sông Đà.

## Kinh tế
Thu nhập bình quân đầu người hàng năm giai đoạn 2001-2006: 5,2 triệu đồng.
Mai Sơn nằm trong tam giác kinh tế Mai Sơn - Mường La - Thành phố Sơn La.
Mai Sơn có 4 cụm kinh tế chủ yếu: Cụm kinh tế quốc lộ 6 gồm 1 thị trấn và 6 xã; Cụm kinh tế vùng hồ Sông đà 3 xã; Cụm kinh tế quốc lộ 4G gồm 7 xã; Cụm kinh tế vùng cao biên giới 4 xã.